# 안카 머로이우
안카 버치오이우머로이우(루마니아어: Anca Băcioiu-Măroiu, 1982년 8월 5일 ~ )는 루마니아의 펜싱 선수로 주 종목은 에페이다. 2012년 하계 올림픽에 참가하였다. 개인전에서 3번 시드를 받은 머로이우는 8강까지 진출하였으나, 신아람에게 원포인트 상황에서 실점하며 파이널 피스트에 오르지 못하였다. 이후 단체전에서 시모나 게르만, 아나 마리아 브란저, 로레다나 디누와 더불어 단체전에 톱시드로 출전하였다. 그러나 8강전에서 신아람, 최인정, 정효정, 최은숙으로 이루어진 8번 시드 대한민국에게 끌려다니며 38-45로 패하여 또다시 파이널 피스트 진출에 실패하였다.